# Joanne Grant
Joanne Grant (30 mars 1930, Utica - 9 janvier 2005, Manhattan) est une journaliste afro-américaine et militante communiste.
Elle travaille notamment pour le National Guardian, où elle couvre le mouvement afro-américain des droits civiques au sud des États-Unis dans les années 1960. Elle est l'autrice de trois ouvrages sur cette période et la réalisatrice d'un documentaire sur Ella Baker. Son livre Black Protest, édité en 1968, est devenu un texte de référence dans l'étude de la population afro-américaine.

## Biographie
Originaire de New York, Joanne Grant est métissée en raison de l'héritage de sa mère afro-américaine. Elle obtient un baccalauréat en histoire et journalisme de l'Université de Syracuse. Très active au sein du Comité de coordination non-violente des étudiants, elle se considère à la fois comme journaliste et militante. Dans les années 1960, elle intègre la rédaction du National Guardian, pour qui elle documente le mouvement des droits civiques dans le sud des États-Unis.
Elle épouse l'avocat américain Victor Rabinowitz, fils de l'homme d'affaires et philanthrope Louis M. Rabinowitz. Ils ont un fils, Mark, et une fille, Abby.
Joanne Grant décède le 8 janvier 2005 dans un hôpital de Manhattan, des suites d'une insuffisance cardiaque. Ses travaux sont conservés à la bibliothèque de l'université Columbia.

## Carrière professionnelle
Joanne Grant commence sa carrière dans les relations publiques à New York. En 1957, elle participe au 6e Festival mondial de la jeunesse et des étudiants à Moscou en Union des républiques socialistes soviétiques, aux côtés de 140 autres Américains. Elle se rend avec une autre délégation en Chine, bien que les citoyens américains ne soient pas autorisés à visiter le pays à cette époque. Elle parcourt également l'Inde, l'Afrique et Cuba. À son retour à New York, elle est engagée comme assistante du chef des droits civiques W. E. B. Du Bois. Le 3 février 1960, elle est reconnue par la House Un-American Activities Committee (HCUA) comme membre du Parti communiste des États-Unis.
Dans les années 1960, elle travaille comme reporter pour le journal de gauche radical National Guardian. Elle écrit principalement au sujet du mouvement des droits civiques dans les États du sud et notamment à travers les petites villes de l'Alabama, le Mississippi et la Géorgie,.
En 1965, Joanne Grant devient directrice du service informations de la WBAI, station de radio de la ville de New York ancrée à gauche.
Elle est l'autrice de trois livres sur le mouvement des droits civiques. En 1968, son ouvrage Black Protest est l'un des premiers textes à détailler les origines du mouvement des droits civiques. Le livre devient une référence obligatoire dans de nombreuses classes consacrées à l'histoire des afro-américaines. En 1969, dans Confrontation on Campus, elle décrit les sit-ins et autres moyens de résistance des étudiants de l'université de Columbia et d'ailleurs.
Joanne Grant cherche à expliquer la lutte à travers le parcours de ses dirigeants. En 1981, elle réalise le long métrage Fundi : The Story of Ella Baker, diffusé sur PBS puis au London Film Festival. L'acteur Harry Belafonte tient le rôle du narrateur. Elle se consacre ensuite à l'écriture d'une biographie de cette femme leader des droits civils, Ella Baker : Freedom Bound, publiée en 1998.

## Publications
- Black Protest : History, Documents, and Analyses ; 1619 to the Present, Greenwich, Connecticut, Fawcett Publications, 505p, 1968,  (ISBN 0449300447)
- Confrontation on Campus : The Columbia Pattern for the New Protest, New York, New American Library., 224p, 1969
- Ella Baker : Freedom Bound, New York, Wiley & Sons, 1998,  (ISBN 9780585270197)